# لیست جیبی (فیلم)
لیست جیبی (به انگلیسی: Pocket Listing) فیلمی محصول سال ۲۰۱۶ و به کارگردانی کانر آلین است. در این فیلم بازیگرانی همچون جیمز جوردی، جسیکا کلارک، راب لو، برت رینولدز، کریستوس واسیلوپولوس، کیتلین جرالد، لوگان فاهی، کن داویتیان و نوئل گوگلیمی ایفای نقش کرده‌اند.